# Lindsey De Grande
Lindsey De Grande (Brugge, 26 april 1989) is een Belgische atlete, die gespecialiseerd is in de 800 en 1500 m. Zij was tussen 2011 en 2021 Belgisch indoorrecordhoudster op de 1500 m. Ze werd ook tweemaal Belgisch kampioene. 

## Biografie

### Eerste internationale ervaringen
De Grande deed haar eerste internationale ervaring op tijdens het Europees Jeugd Olympisch Festival van 2005 in het Italiaanse Lignano, waar ze op de 1500 m als zesde finishte in 4.30,62. Vanaf 2007 was zij steeds present op de Europese kampioenschappen voor junioren op de baan én in het veld, maar potten breken kon zij bij die gelegenheden nog niet. Wel veroverde zij in dat jaar haar eerste titel bij de senioren: in Gent werd zij Belgisch indoorkampioene op de 1500 m.
Op het internationale vlak verging het haar vanaf 2009 beter. Bij de Europese kampioenschappen voor atleten onder 23 jaar van 2009 in Kaunas, Litouwen, werd De Grande op de 1500 m vierde in 4.15,90, vier honderdste seconde verwijderd van het brons. Twee dagen na thuiskomst van dit EK liep ze tijdens de Flanders Cup in Gent een nieuw PR op de 800 m van 2.03,12. Nog een week later liep ze tijdens de Flanders Cup in Brasschaat een persoonlijk record op de 1500 m van 4.10,71. Ze sloot haar seizoen af met de Belgische kampioenschappen alle categorieën in Brussel. Ze werd er voor de tweede maal kampioene op haar specialiteit, maar dit keer buiten. Ze won met bijna acht seconden voorsprong op haar naaste concurrente.

### EK 2010
In 2010 trok Lindsey De Grande de opwaartse lijn door. Al vrij vroeg in het seizoen, op 7 juni 2010, verzekerde zij zich van deelname aan de Europese kampioenschappen in Barcelona, later dat jaar. In Rabat liet zij tijdens de World Challenge meeting op de 1500 m 4.10,87 voor zich registreren, vlak boven haar PR en ruimschoots binnen de voor de EK vereiste limiet van 4.13,00. Teneinde zich optimaal te kunnen voorbereiden op Barcelona, sloeg ze vervolgens de Belgische kampioenschappen over.
Op de EK in Spanje slaagde zij er niet in om door de eerste ronde heen te komen. Ze strandde op een negende plaats. Haar tijd echter, 4.10,24, een verbetering van haar PR, was een resultaat waarmee De Grande met opgeheven hoofd het strijdperk kon verlaten.

### EK indoor 2011 en universitaire studies
Begin 2011 verbeterde ze in het Luxemburgse Kirchberg het Belgisch record op de 1500 m indoor van Sigrid Vanden Bempt met meer dan twee seconden tot 4.09,70. Enkele weken later maakte ze hier in Gent zelfs 4.09,18 van. Met deze tijden plaatste ze zich gemakkelijk voor de EK indoor (maart) in Parijs, waar ze zesde werd in de finale.
Lindsey combineerde haar topsport met universitaire studies en is in 2013 afgestudeerd als master in de kinesitherapie en bewegingsleer aan de Katholieke Universiteit Leuven.

### Leukemie
Op 9 augustus 2011 maakte De Grande door middel van haar blog bekend, dat tijdens een routineonderzoek chronische leukemie bij haar is vastgesteld. Ondanks de behandeling met tumorremmers, mag Lindsey proberen om te blijven lopen en zo hoopt ze haar atletiekdroom, om tot de Europese/wereldtop te horen op de middellange afstand, ondanks haar ziekte verder te kunnen waarmaken. Vanwege haar verminderde prestaties verloor ze eind 2013 haar profcontract bij Atletiek Vlaanderen.

### BoekWeglopen is geen optie
Eind februari 2015 kwam haar boek Weglopen is geen optie uit bij uitgeverij Lannoo. Ze beschrijft haar zoektocht naar een nieuw evenwicht in haar leven. Eentje waar kanker noodgedwongen een plaats opeist, maar hoop en liefde overwinnen. Met haar boek hoopt ze kanker uit de taboe sfeer te halen en de foute cliché's rond kanker tegenwicht te bieden. Daarnaast heeft ze een duidelijke boodschap voor de mensen: loop niet weg van moeilijke situaties en mensen die steun kunnen gebruiken en oordeel niet te snel, maar bundel de krachten en laat ons samen op zoek gaan naar oplossingen!

### Zilver op Belgische kampioenschappen 2019
Acht jaar na de diagnose van chronische leukemie slaagde De Grande er in de zilveren medaille te halen op de 1500 m tijdens de Belgische kampioenschappen.

## Belgische kampioenschappen
Outdoor
| Onderdeel | Jaar |
| --------- | ---- |
| 1500      | 2009 |

Indoor
| Onderdeel | Jaar |
| --------- | ---- |
| 1500      | 2007 |

## Persoonlijke records
Outdoor
| Onderdeel | Prestatie | Datum            | Plaats            |
| --------- | --------- | ---------------- | ----------------- |
| 800 m     | 2.03,12   | 21 juli 2009     | Gent              |
| 1500 m    | 4.09,20   | 22 augustus 2010 | Dubnica nad Váhom |

Indoor
| Onderdeel   | Prestatie       | Datum            | Plaats |
| ----------- | --------------- | ---------------- | ------ |
| 1000 m      | 2.43,60         | 9 januari 2010   | Gent   |
| 1500 m      | 4.09,18 (ex-NR) | 13 februari 2011 | Gent   |
| 1 Eng. mijl | 4.39,85         | 26 december 2006 | Gent   |

## Palmares

### 800 m
- 2007: 4e in serie EK junioren te Hengelo - 2.06,46

### 1500 m
- 2005: 6e EYOD - 4.30,62
- 2007:  BK indoor AC - 4.24,47
- 2009: 4e Flanders Cup in Brasschaat - 4.10,71
- 2009:  BK AC - 4.17,94
- 2009: 4e EK U23 in Kaunas - 4.15,90
- 2010: 11e World Challenge in Rabat - 4.10,87
- 2010: 9e in 1e ronde EK in Barcelona - 4.10,24
- 2011: 6e EK indoor in Parijs
- 2011: 9e EK U23 in Ostrava
- 2019:  BK AC - 4.22,00
- 2020:  BK indoor AC - 4.28,95
- 2021: 7e in reeks EK indoor in Toruń – 4.18,45
- 2021:  BK AC - 4.17,92

### 5000 m
- 2020:  BK AC - 17.14,71

### veldlopen
- 2007: 32e EK junioren in Toro
- 2008: 52e EK junioren in Brussel
- 2010: 4e Warandeloop (korte cross = 2000 m) - 6.09

## Onderscheidingen
- Gouden Spike (Trofee voor beste Belgische vrouw U23) - 2009
- Zilveren Spike (België) - 2011
- Sportpersoonlijkheid West-Vlaanderen - 2011